# 白髮魔女2
《白髮魔女２》即依據香港作家梁羽生所撰寫的武俠小說《白髮魔女傳》為基礎，再進行改編的電影作品。是白髮魔女傳的續集。

## 劇情簡介
數年前，邪派魔女練霓裳，遭到深愛的卓一航誤會，竟然一怒頭髮變白，殺盡誣陷她的武當派弟子，血洗武當門派，並與卓一航決裂，銷聲匿跡於江湖。此刻，卓一航在知道誤會練霓裳後，乃獨自登上千雪鋒守候幽曇奇花，等待奇花花開能親手摘下，贈予練霓裳，能讓她反邪為正，頭髮由白轉黑，只為再續前緣。
數年後，武當派弟子封俊傑迎娶虞琴，卻遭遇白髮魔女前來尋仇，將他打成重傷，並擄走妻子。為此，八大門派長老共商對策，決議派遣八大門派弟子，交付娥媚姥姥帶領下，率隊殺入魔宮……

## 人物角色
| 角色             | 演員   | 粵語配音 | 備註                     |
| 練霓裳／白髮魔女 | 林青霞 | 馮蔚衡   | 魔宮教主                 |
| 卓一航           | 張國榮 | 張國榮   | 武當派弟子，封俊傑的師叔 |
| 封俊傑           | 陳錦鴻 | 陳欣     | 武當派弟子，虞琴的丈夫   |
| 凌月兒           | 鍾麗緹 |          | 昆侖派弟子               |
| 虞琴             | 萬綺雯 | 鄭麗麗   | 峨眉派弟子，封俊傑的妻子 |
| 刑慧             | 鍾淑慧 | 曾秀清   | 白髮魔女的部下           |
| 陳圓圓           | 陶君薇 | 陸惠玲   | 白髮魔女的朋友           |
| 葉不秋／峨眉姥姥 | 李香琴 | 李香琴   | 峨眉派師太               |
| 鐵小樓           | 張國樑 |          | 華山派弟子               |
| 綠痕             | 孫國豪 | 羅君左   | 崆峒派弟子               |
| 易風行           | 楊德毅 |          | 青城派弟子               |
| 未具名           | 黃新   | 周志輝   | 峨眉派長老               |
| 未具名           | 羅蘭   | 羅蘭     | 峨眉派師太               |
| 藍浪             | 余俊峯 |          | 少林寺僧侶               |
| 段七             |        |          | 點蒼派弟子               |
| 軒               |        |          | 點蒼派弟子               |
| 未具名           | 鄭家生 |          | 清兵兵頭                 |

## 主題曲
| 曲別   | 歌名               | 作曲   | 作詞 | 演唱者 |
| ------ | ------------------ | ------ | ---- | ------ |
| 主題曲 | 《紅顏白髮》       | 張國榮 | 林夕 | 張國榮 |
| 主題曲 | 《忘掉你像忘掉我》 | 張國榮 | 林夕 | 王菲   |

## 外部連結
- 開眼電影網上《白髮魔女2》的資料（繁體中文）
- 豆瓣电影上《白髮魔女2》的資料 （简体中文）
- 时光网上《白髮魔女2》的資料（简体中文）
- AllMovie上《白髮魔女2》的资料（英文）
- 爛番茄上《白髮魔女2》的資料（英文）
- 香港影庫上《白髮魔女2》的資料（繁體中文）
- 互联网电影数据库（IMDb）上《白髮魔女2》的资料（英文）

| 香港 ViuTV 週六好戲勢（21:30-23:15） | 香港 ViuTV 週六好戲勢（21:30-23:15） | 香港 ViuTV 週六好戲勢（21:30-23:15） |
| ------------------------------------ | ------------------------------------ | ------------------------------------ |
|                                      | 白髮魔女傳2 （2022年4月9日）         |                                      |
| 白髮魔女傳 （2022年4月2日）          | 死因無可疑 （2022年4月16日）         |                                      |